# Congo (folclore)
Congo é um dos muitos conjuntos de danças, músicas e manifestação folclóricas trazida pelos congoleses escravizados trazidos ao Brasil no Período Colonial. 

## História

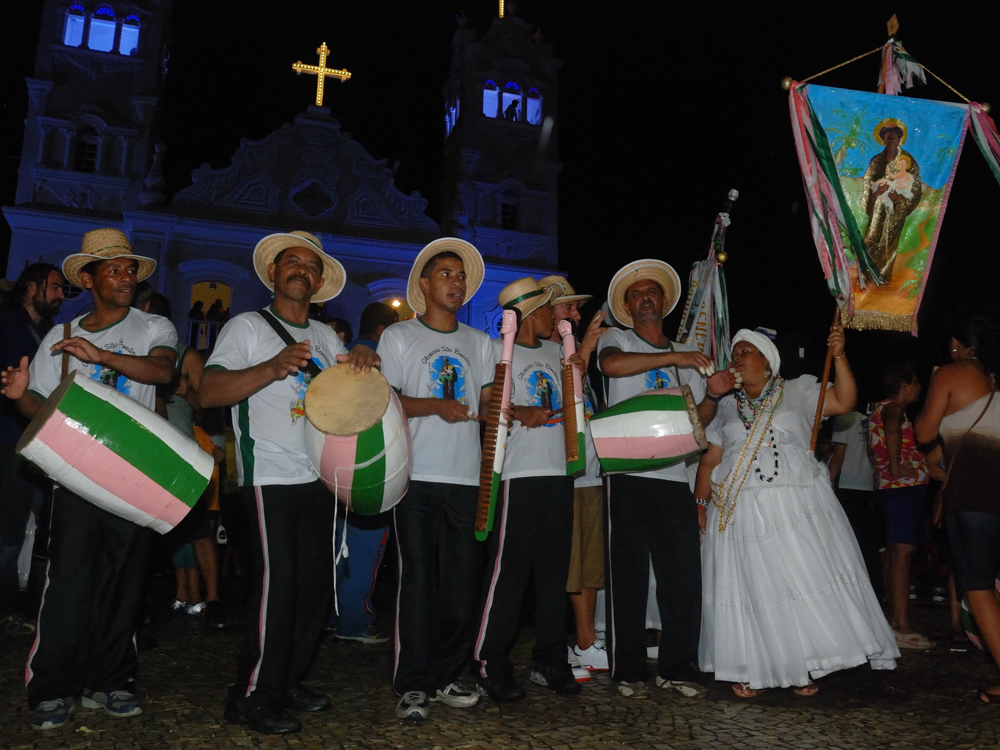
Banda de Congo em Nova Almeida. Autor Gustavo de Azevedo

No anos de 1856, quando ainda existia navios negreiros devido ao comércio de pessoas no Brasil, um navio vindo da África se encontrava nas imediações do litoral do Espírito Santo, mais precisamente próximo as praias de Nova Almeida. Provavelmente, devido ao mau tempo, deu-se o naufrágio do navio negreiro com 25 tripulantes sobreviventes. Todos eram pessoas escravizadas que conseguiram se salvar por estarem agarrados ao mastro que estava separado do navio. Enquanto abraçavam e gritando desesperados, clamaram pelo santo preto e por Deus que os salvassem. Os náufragos que receberam a bênção do santo negro foram trabalhar nas fazendas que existiam na época e nos engenhos de cana de açúcar em vários lugares do município da Serra.
Neste período lembraram que tinha uma promessa a ser paga ao santo preto e assim criam uma banda de Congo na qual tinha instrumentos feitos com pedaço de pau oco e bambu. Isso ocorreu com a permissão dos seus senhores, no ano de 1862. Esta banda recebeu o nome do santo preto que os salvou, São Benedito.
Com a criação da banda de congo, eles queriam completar as suas promessas, pediram aos seus senhores que em dia de descanso tivessem licença para paga-la. Os seus senhores atenderam o pedido que era arrumar uma boiada de carro para que fosse possível continuar com as suas promessas. Partiram para um mata local e ao chegar ao brejo escolheram uma árvore (guanandi), derrubaram e a cortaram. Depois, prepararam o madeiro para fazer o mastro para erguer e levantar com a bandeira do santo São Benedito. 
Os seus senhores  perguntaram, pôr curiosidade, o que faltava para completar a promessas e responderam que precisavam do carro de boi para fazer em forma de navio enfeitado de flores silvestres. O carro de boi simbolizava o navio que naufragou e as flores os seus companheiros que morreram afogados. Fizeram uma enorme corda de cipó trançado para que fosse puxado por eles do Congo, as famílias dos senhores e também por todos os escravos que ali se encontravam.

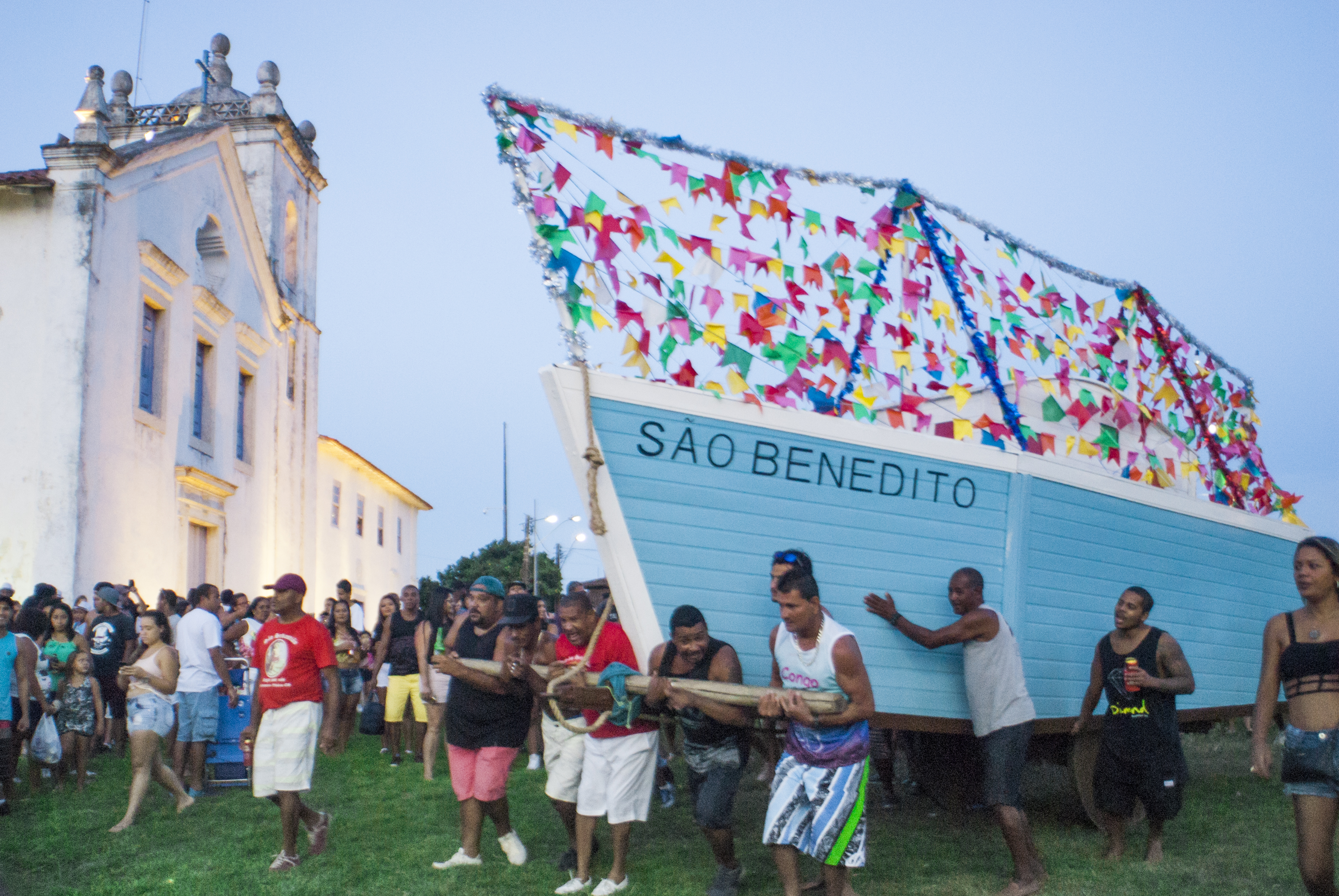
Barco do Congo em Nova Almeida. Autor: Gustavo de Azevedo

Quando o mastro ficou pronto esconderam simbolicamente na fazenda, iniciaram a puxada do navio negreiro em volta e pararam em frente da residência dos seus senhores. Pegaram o mastro, colocaram dentro do carro de boi que simbolizava o navio negreiro e voltaram a dar outra volta em redor da fazenda desta vez carregando o mastro. 
Escolheram um lugar no qual ficava em frente da residência dos senhores, abriram um buraco no chão, tiraram o mastro de dentro do barco, que representava o navio negreiro que afundou, puseram nos seus ombros e o levantaram. Em uma das extremidades foi fixada uma bandeira com a imagem de São Benedito. Todos da fazenda receberam os foliões do Congo com muita festa e vivas.
Depois de uns dias voltaram a fazer um último pedido: fazer a retirada do mastro com a bandeira de São Benedito para presentear aos seus senhores. Além disto também pediram para que providenciassem a construção de uma capelinha no mesmo lugar em que foi erguido o mastro. Foram autorizados e construíram a capelinha e na mesma data de todo ano faziam uma animada festa de Congo.

## Características
As bandas de Congo, são particularmente caracterizadas pelo uso de vários instrumentos como tambores em variados tamanhos, da casaca que é um  instrumento musical de percussão feito de madeira, trajes, coreografias típicas e cânticos que são feitos em homenagens a santos, como São Benedito e Nossa Senhora da Penha.

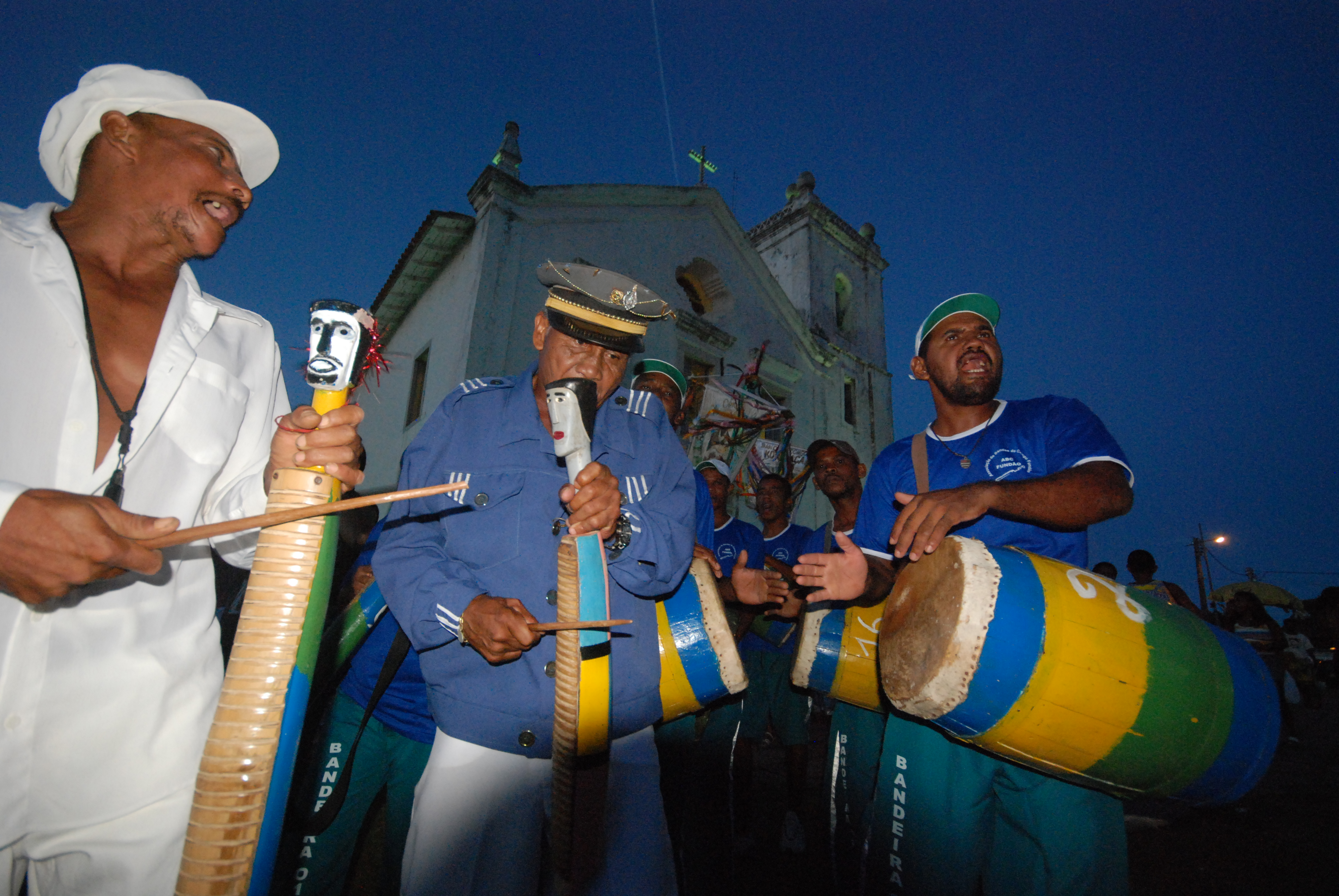
Congada em Nova Almeida, ES. Autor: Gustavo de Azevedo

Considerada uma manifestação folclórica e religiosa em festas que acontecem todos os anos principalmente ao longo dos meses de dezembro e janeiro. 
As bandas de congo são  comandadas por um mestre ou capitão que tem a função de reger e orientar os músicos, cantadores e dançarinas. Elas contam com congueiros de todas as idades e são compostas por homens e por mulheres. Normalmente os homens tocam os instrumentos e são encarregados da fincada e retirada do mastro. As mulheres fazem parte das danças e de levar as bandeiras nas quais ficam as imagens dos santos ou de Nossa Senhora.
Um ensaio ou peça do Congo é chamado de Puxada. Recentemente a batida do Congo foi levada ao cenário da música pop com os conjuntos Casaca e Manimal. As maiores demonstrações do Congo se dão nas festas nas cidades da Serra, de Fundão e na Barra do Jucu, município de Vila Velha, no Espírito Santo.
O congo se manifesta em boa parte do Espírito Santo, principalmente no seu litoral. Atualmente há 67 grupos de congo concentrados de Anchieta, no Sul do Estado, até Linhares, no Norte, com grande concentração nos municípios da Grande Vitória mas há também no interior da Bahia e Goiás.

## Patrimônio Imaterial
Devido a sua alta expressão cultural, o Congo do Espírito Santo foi oficializado como o primeiro patrimônio imaterial do estado pelo governador Renato Casagrande em uma cerimônia realizada no Palácio Anchieta, sede do poder executivo do estado do Espírito Santo, em Vitória. O evento também contou com a posse dos novos membros do Conselho Estadual de Cultura e a entrega da Comenda Rubem Braga.